# Meunye Peut
Meunye Peut is een bestuurslaag in het regentschap Aceh Utara van de provincie Atjeh, Indonesië. Meunye Peut telt 583 inwoners (volkstelling 2010).